# Korstdeeg

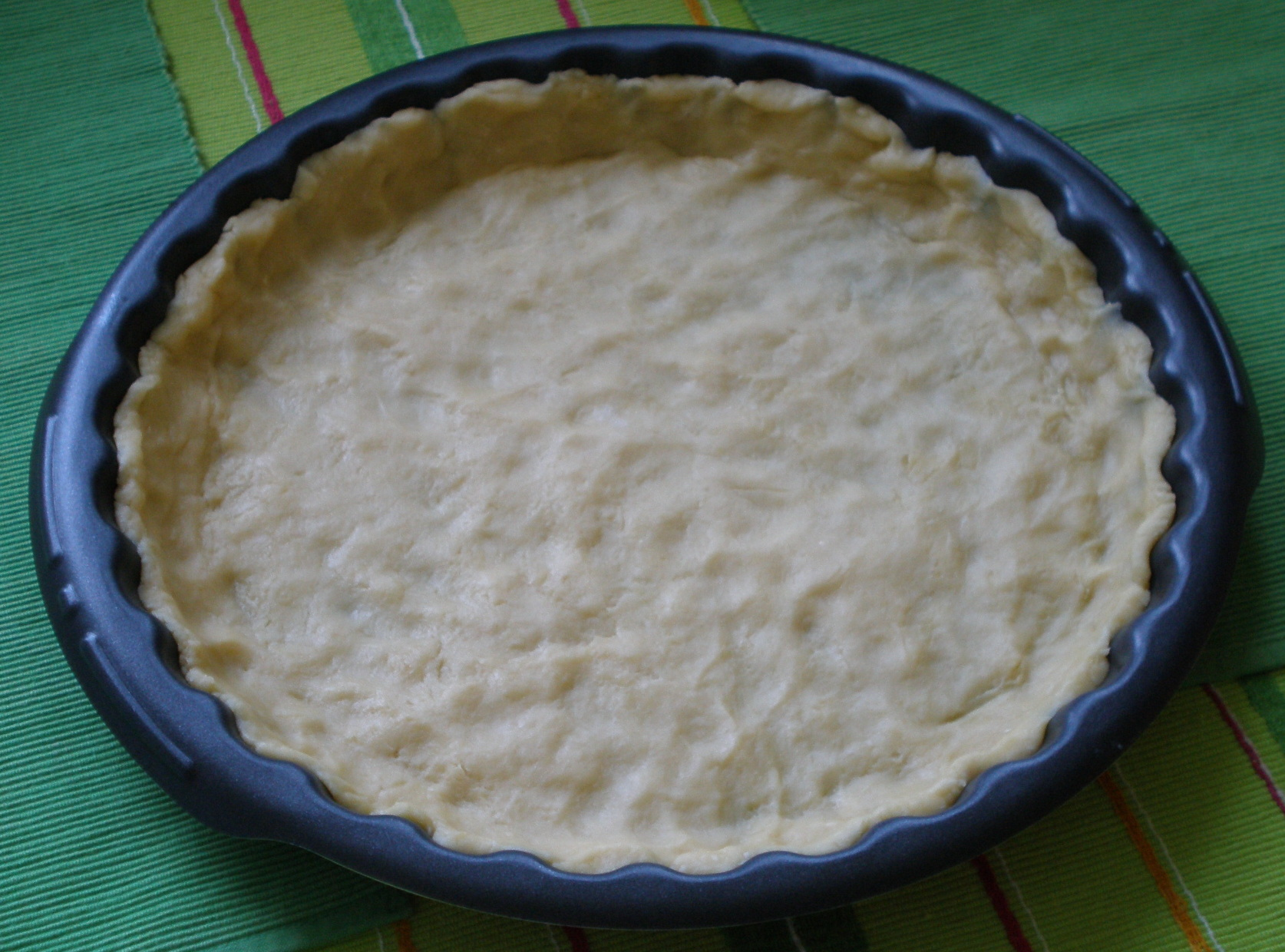
Zout korstdeeg, voorgebakken voor een quiche

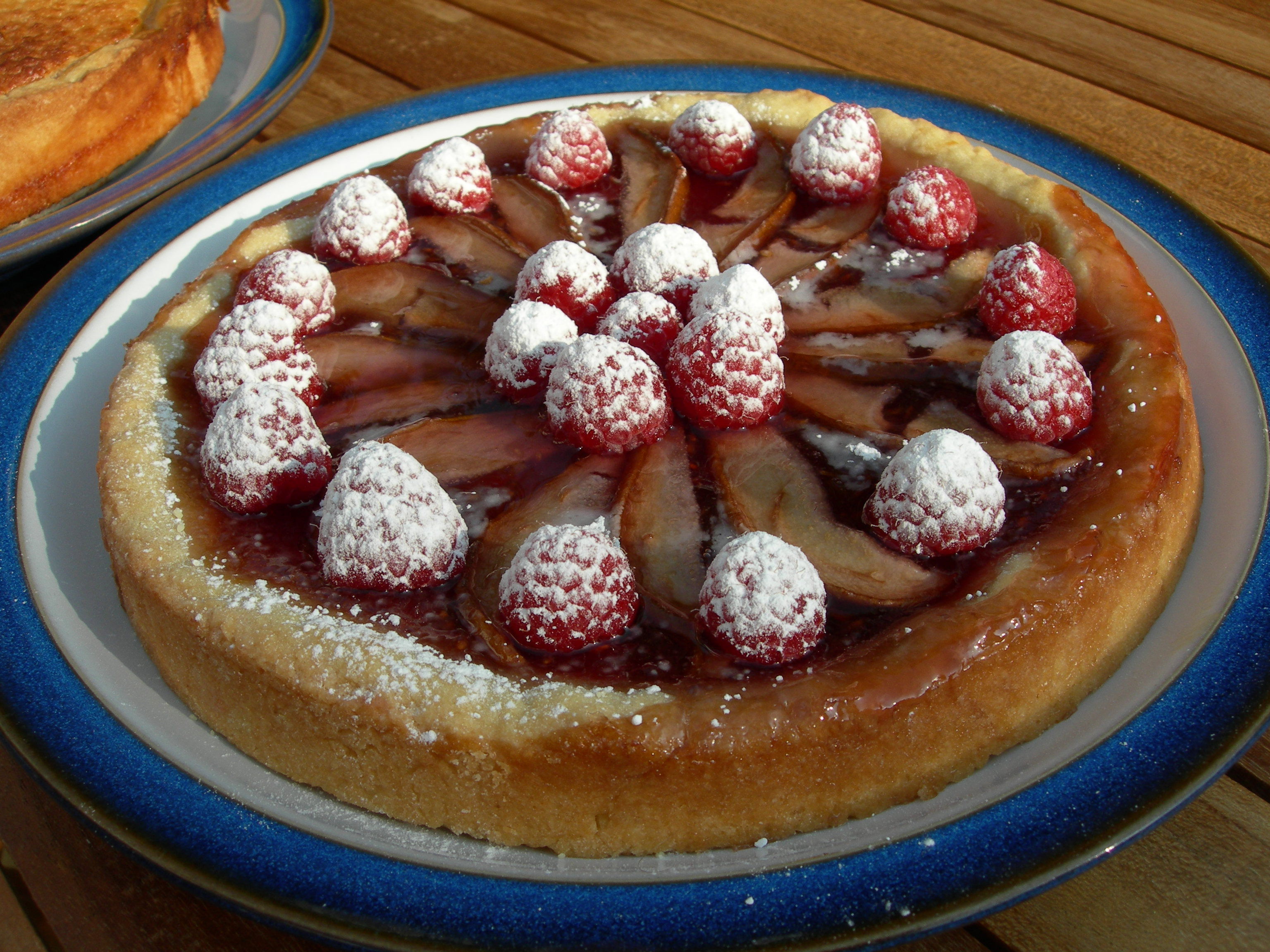
Een frambozen-perentaart in korstdeeg

Korstdeeg, ook bekend als pâté brissée, gebroken deeg, kruimeldeeg of harde wener, is deeg dat gebruikt wordt om een stevige korst te maken voor een met vochtige of losse vulling gevulde taart of voor kleinere gevulde gebakjes.

## Toebereiding
Korstdeeg wordt gemaakt door bloem, boter en eieren samen te kneden, met respectievelijk zout of suiker. Eventueel kan bakpoeder worden toegevoegd zodat de korst iets rijst. Omdat de korst nooit erg dik wordt, is korstdeeg snel te bakken: 10-15 minuten in een hete oven van 220 °C is voldoende.

### Blind bakken
Als de korst voor een taart apart wordt gebakken om later te vullen met een vochtige vulling, verdient het de voorkeur om blind te bakken. Dat wil zeggen dat de bodem belegd wordt met een zware laag bakbonen, rijst of aardewerken knikkers, die verhinderen dat het deeg van de bodem omhoog komt.

## Varianten
Korstdeeg bestaat in twee hoofdvarianten:
- Zoet korstdeeg: wordt gebruikt voor bijvoorbeeld appeltaart
- Zout korstdeeg: wordt gebruikt voor hartig gebak zoals quiche

## Korstdeeg en andere deegsoorten
Een eenvoudige en snel te maken variant met behulp van bladerdeeg wordt ook wel Frans korstdeeg genoemd, hoewel het met eigenlijk korstdeeg niets te maken heeft.
Korstdeeg is enigszins vergelijkbaar met zanddeeg, waarbij het verschil is dat het laatste geen eieren bevat. Zanddeeg wordt evenwel, net zoals korstdeeg, aangeduid als kruimeldeeg.